# 田中輝明
田中 輝明（たなか てるあき、1968年7月16日 - ）は、福岡県出身の元バスケットボール選手・指導者である。

## 来歴
福大大濠高校3年次、2冠（選抜・インターハイ）の主力として活躍、選抜ベスト5選出。ジュニア代表に選ばれる。
日本大学４年次、インカレ準優勝。卒業後、東芝に入社。
2004年現役引退。アシスタントコーチに転じる。
2007年、前任者鎌田光顕の退任に伴いヘッドコーチに昇格。
2011年退任。

## 経歴
- 福大大濠高 - 日本大学 - 東芝（1991年〜2004年）

## 日本代表歴
- 1986アジアジュニア選手権
- 2006アジア大会（カタール・ドーハ）　アシスタントコーチ
- 2007アジア選手権（北京五輪予選・徳島）　アシスタントコーチ